# عنکبوت‌های چمنزار اوراسیا
عنکبوت‌های چمنزار اوراسیا (نام علمی: Agelena) نام یک سرده از تیره عنکبوت‌های قیف‌تنک است.

## نگارخانه

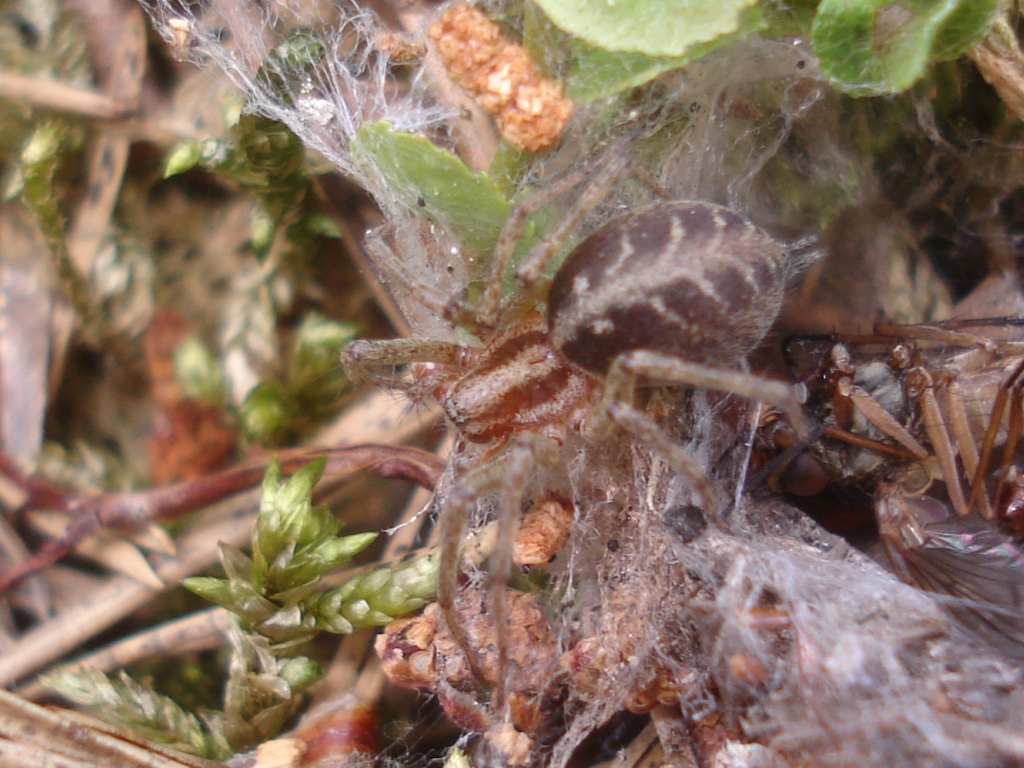
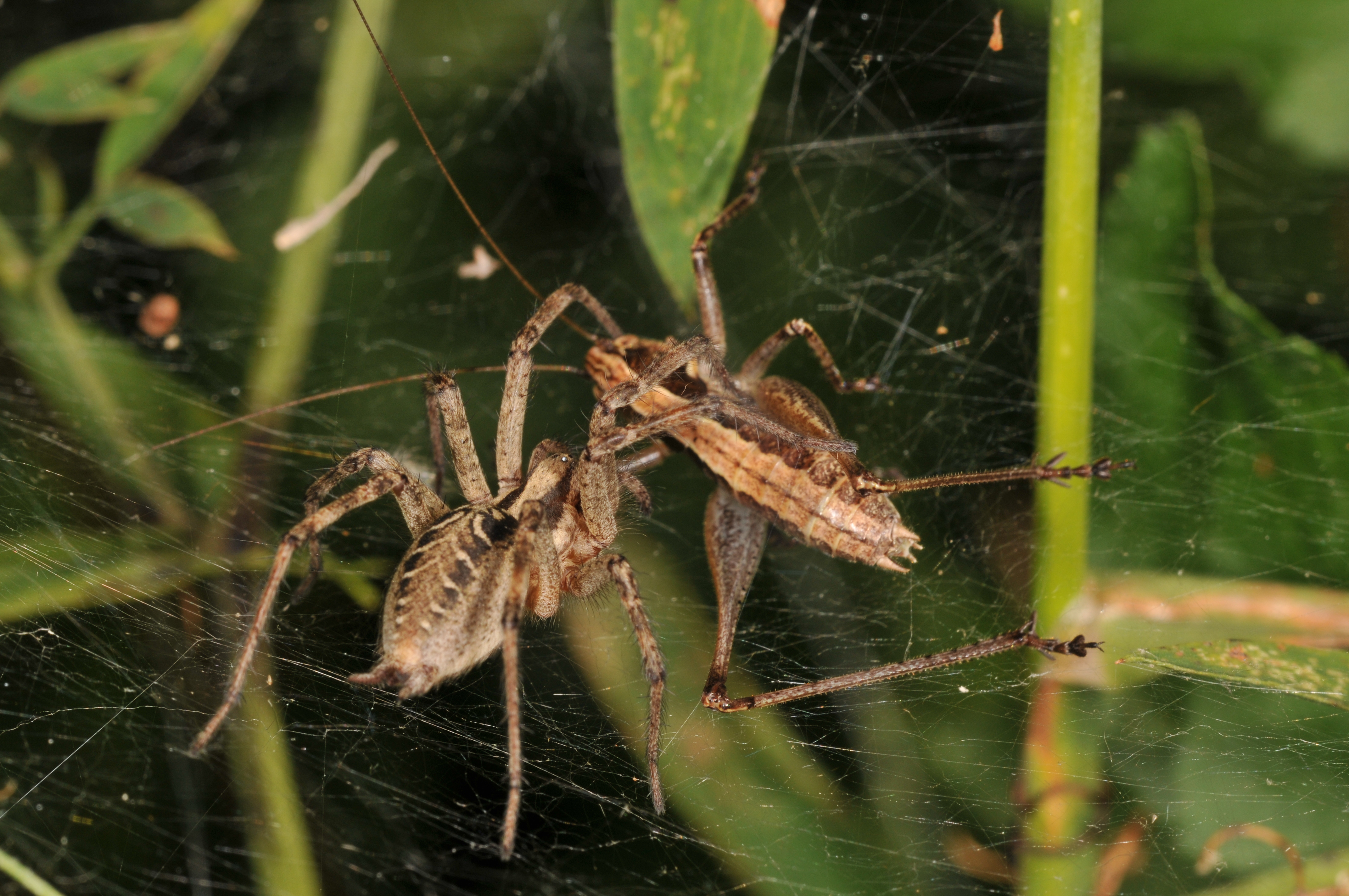
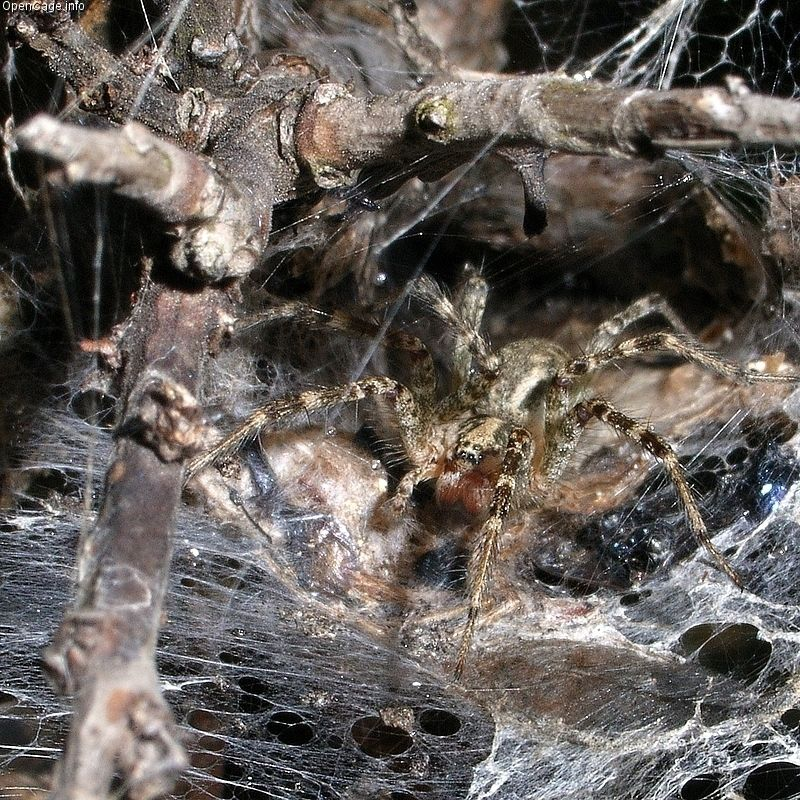
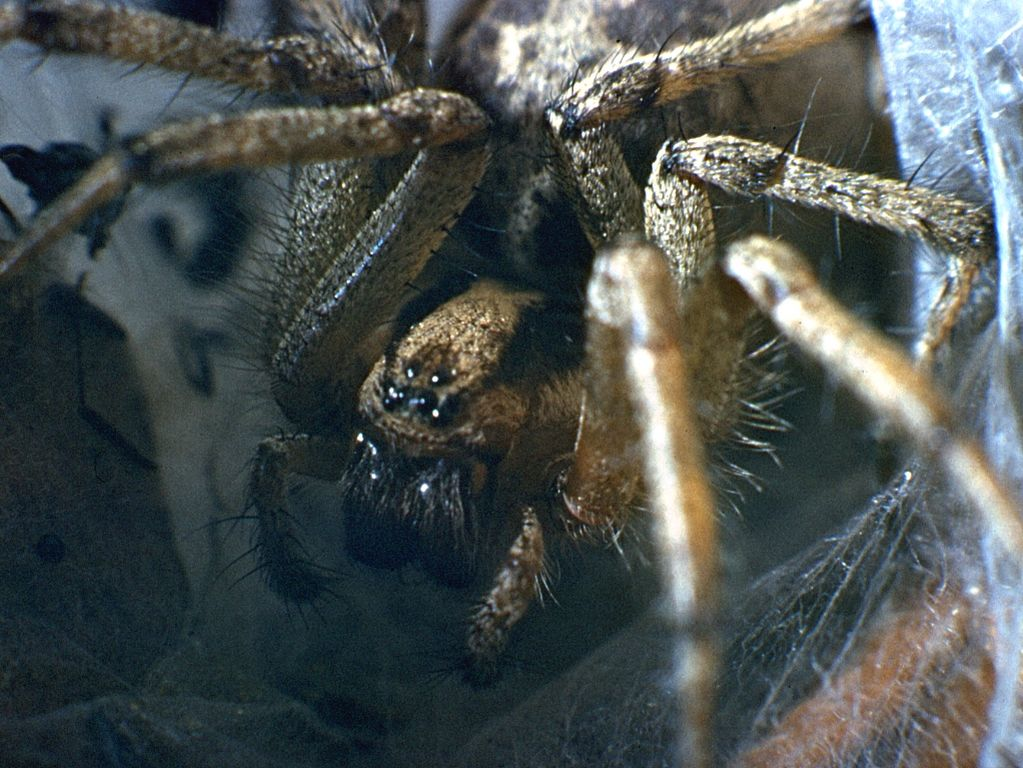